# 横井弘海
横井 弘海（よこい ひろみ）は、圭三プロダクション所属のフリーアナウンサー。元テレビ東京アナウンサー。

## 来歴・人物
東京都台東区出身。
青山学院女子短期大学、国際英語学校通訳ガイド科卒業後、ヨーロッパに留学。1988年、日本テレビのスポーツキャスターオーディションに合格し、ソウルオリンピックハイライト、NFLスーパーボウル他にキャスターとして出演。1990年、テレビ東京にアナウンサー（当時は一般職の「パーソナリティー室」）として入社（同期に池谷亨、柿崎元子、梅津智史）。入社後はスポーツニュースや報道番組などを担当。1996年に退社し、フリーアナウンサーとして活動。

## 出演

### テレビ東京入社前
- ソウルオリンピック（日本テレビ）
- NFLスーパーボウル（日本テレビ）

### テレビ東京在籍時
報道・スポーツ関連番組
| 期間         | 期間         | 番組名                   | 役職                   |
| ------------ | ------------ | ------------------------ | ---------------------- |
| 1990年4月    | 1992年3月    | TXNニュース THIS EVENING | 土曜日メインキャスター |
| 担当時期不明 | 担当時期不明 | スポーツTODAY            | キャスター             |
| 1994年7月    | 1995年12月   | 土曜競馬中継             | 司会                   |

その他
- 大使の国のたからもの

### テレビ東京退社後
- 世界エアロバティック選手権（NHK BS1）
- 列島スペシャル・俺たちの生き方を見てくれ（NHK BS2）
- 大使の食卓（TBSニュースバード）
- 課外授業ようこそ先輩（NHK教育テレビジョン）

## 執筆・出版

### 書籍
- 『大使夫人』（朝日新聞社、2003年）